# Campo Acapulco
Campo Acapulco är en ort i Mexiko.   Den ligger i kommunen Culiacán och delstaten Sinaloa, i den västra delen av landet, 1 000 km nordväst om huvudstaden Mexico City. Campo Acapulco ligger 17 meter över havet och antalet invånare är 230.
Terrängen runt Campo Acapulco är mycket platt. Runt Campo Acapulco är det ganska tätbefolkat, med 155 invånare per kvadratkilometer. Närmaste större samhälle är Culiacán, 18,5 km nordost om Campo Acapulco. Trakten runt Campo Acapulco består till största delen av jordbruksmark.